# Liste der Flüsse in Sambia

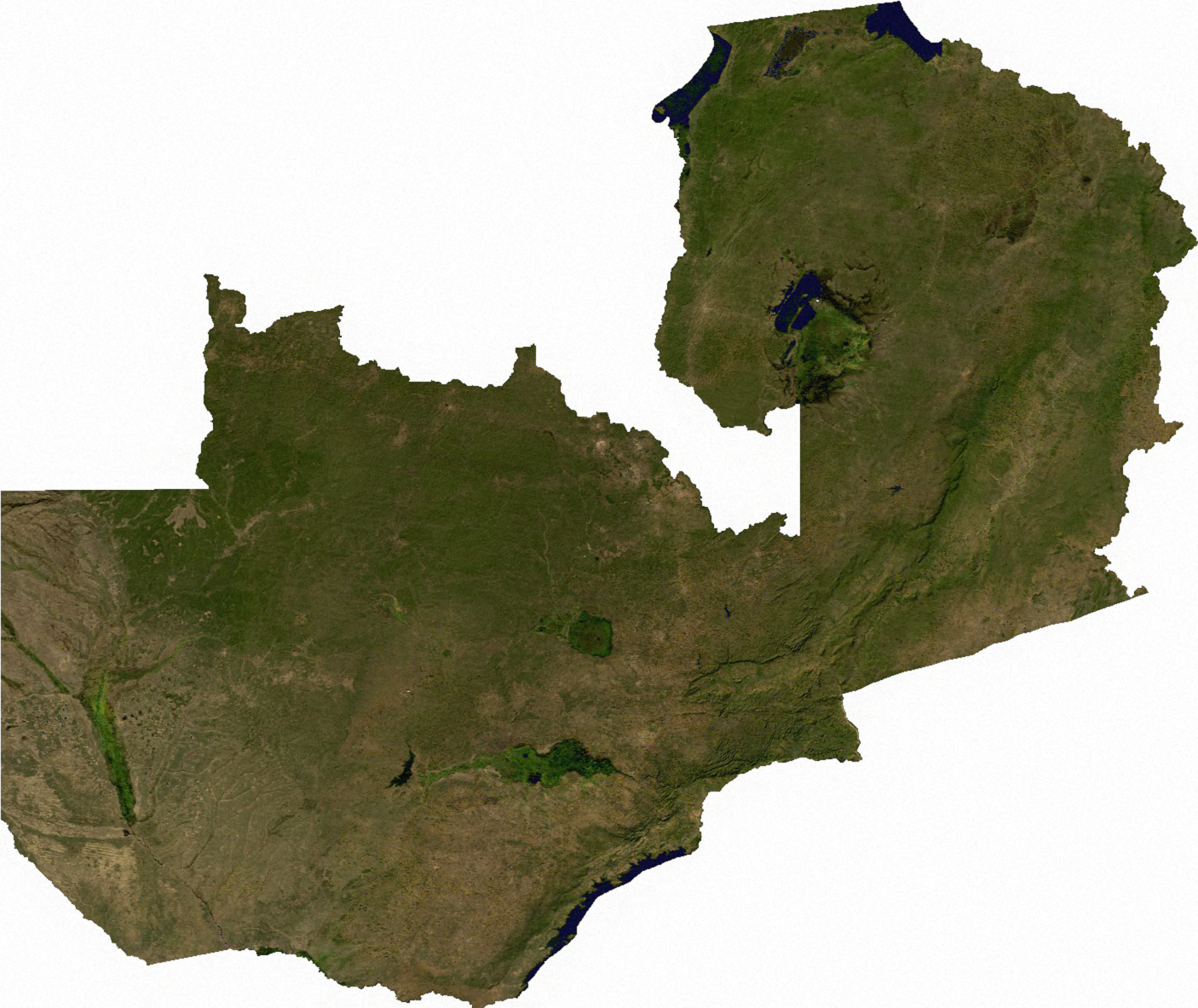

Dies ist eine Liste der Flüsse in Sambia. Das Land Sambia im südlichen Afrika wird durch zwei Flusssysteme geprägt: das Einzugsgebiet des Sambesi in der Mitte und im Süden und das des Kongo im Nordosten. Beide Einzugsgebiete sind grenzüberschreitend und von kontinentaler Bedeutung.
Der Sambesi entspringt im feuchteren Nordwesten des Landes und beschreibt einen großen Bogen gegen den Uhrzeigersinn. Dabei fließt er unweit der westlichen Landesgrenze und ist im trockeneren Süden auf einer Länge von über 700 km der Grenzfluss des Landes. Er entwässert etwa drei Viertel Sambias.
Das Teilsystem des Kongo in Sambia beschränkt sich überwiegend auf die Provinz Luapula und die Nordprovinz. Das Einzugsgebiet umfasst etwa das verbleibende Viertel des Landes. Seine Fluss entwässern entweder nach Westen in das Luvua-Subsystem oder nach Norden in den Tanganjikasee.
Darüber hinaus gibt es im äußersten Nordosten ein kleines Gebiet, das über die Grenze nach Tansania in den Rukwasee entwässert.
Im Folgenden sind die Flüsse nach Einzugsgebieten und Müdungsreihenfolge sortiert.

## Sambesi

Sambesi-Einzugsgebiet

### Oberlauf

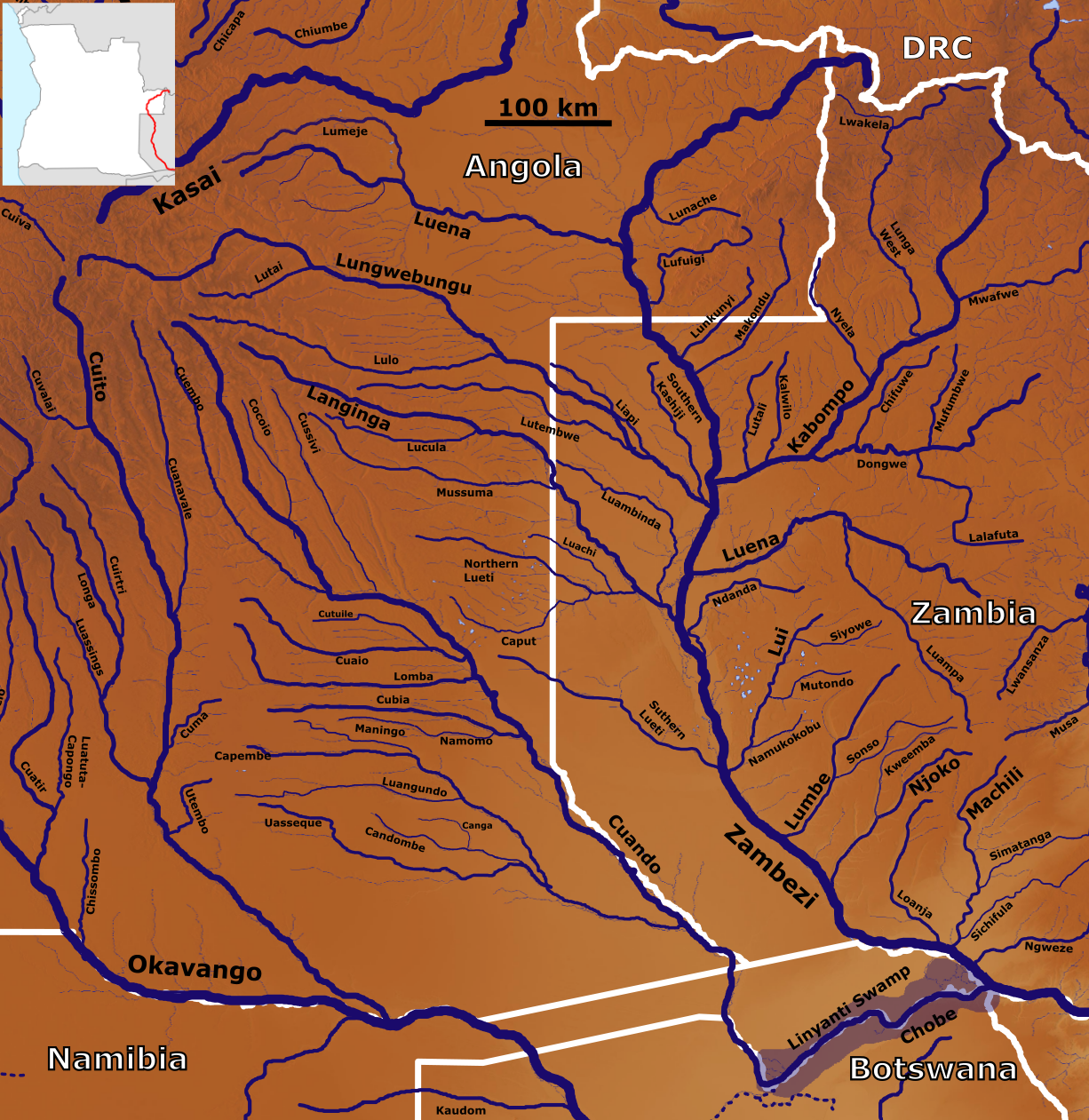
Verlauf des oberen Samesi mit seinen Nebenflüssen

- Lunkunyi
- Makondu
- Kabompo (siehe dort)
- Lungwebungu
  - Lutembwe
  - Liapi
  - Südlicher Kashiji
- Luena
  - Luampa
- Luanginga
  - Nördlicher Lueti
    - Caput
    - Luachi

  - Luambinda
- Ndanda
- Südlicher Lueti
- Lui
  - Siyowe
  - Mutondo
  - Namukokobu
- Lumbe
  - Sonso
- Njoko
  - Kweemba
- Loanja
- Machili
  - Simatanga
  - Sichifula
- Ngweze
- Cuando

#### Kabompo

Kabompo-Einzugsgebiet

- Mwafwe
- Westlicher Lunga
  - Lwakela
- Manyinga
  - Nyela
- Dongwe
  - Lumba
  - Lalafuta
  - Kalwilo
  - Lutali

### Mittellauf
- Kalomo
- Lusitu
- Chongwe
- Luia (Mozambique)
  - Capoche

#### Kafue

Kafue-Einzugsgebiet

- Kafulafuta
  - Kafubu
- Lufwanyama
- Lusiwishi
- Lukanga
- Lunga
- Lufupa
- Kwansanza
- Nanzhila
- Bwengwa
- Mwembeshi

#### Luangwa

Luangwa-Einzugsgebiet

- Mansha
- Mwaleshi River
- Mutinondo
- Mupamedzi
- Mwamba
- Luwi
- Kalete
- Kapamba
- Lusiwasi
- Vumbo
- Lundazi
- Lumimba
- Lukusuzi
- Crocodile River
- Msandile
- Matizye
- Lunsemfwa
  - Mkushi
  - Mulingushi
  - Lukusashi
    - Kaombe
    - Mulembo

## Kongo(Demokratische Republik Kongo)

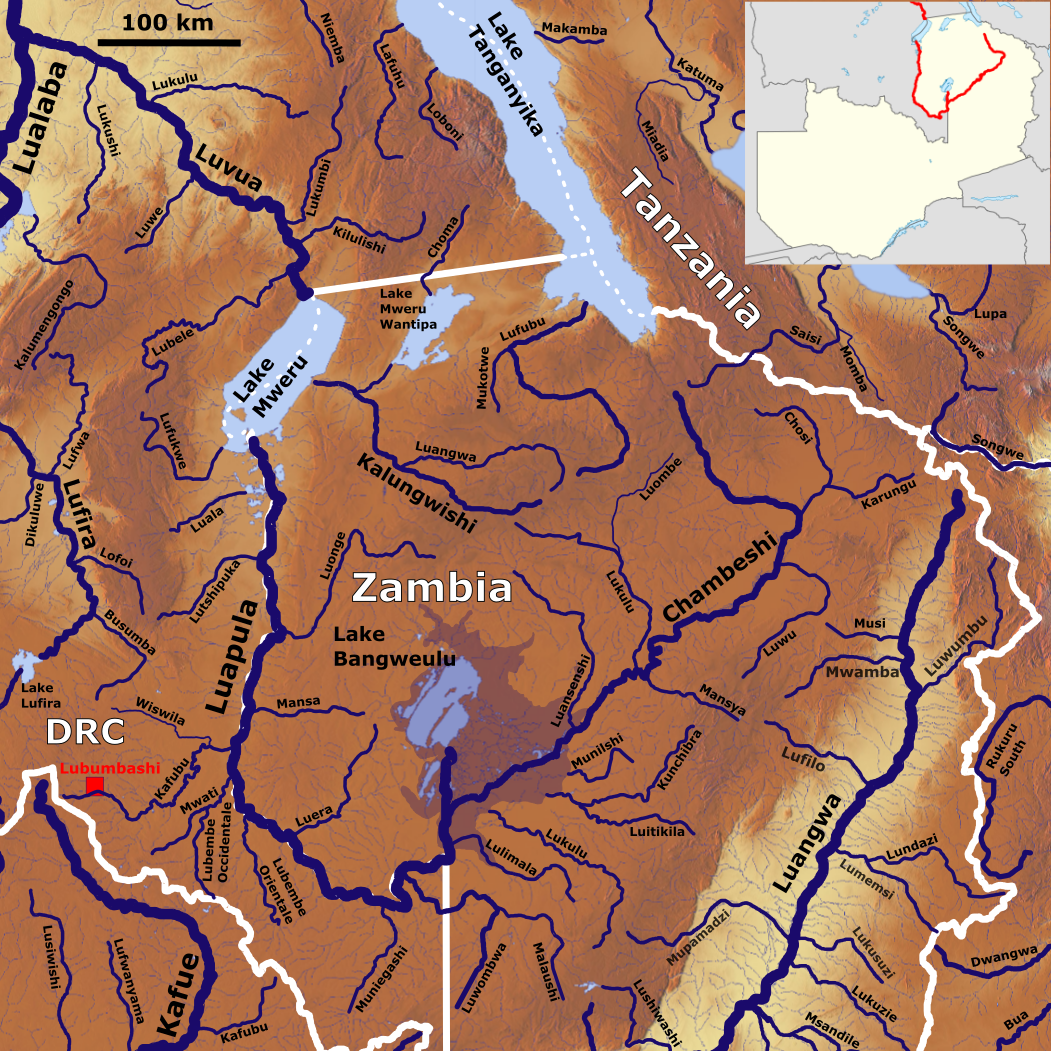
Luvua Flusssystem

- Luvua (Demokratische Republik Kongo)
  - Mwerusee
    - Kalungwishi
      - Luangwa
      - Choma

    - Luapula
      - Chambeshi
        - Kalungu
          - Chosi

        - Luwu
        - Mansya
        - Lukulu
          - Luombe

        - Luansenshi

      - Luwombwa
        - Mulembo
        - Malaushi

      - Luera
      - Mansa
      - Luongo
      - Ngona

- Lukuga (Demokratische Republik Kongo)
  - Tanganjikasee
    - Lufubu
      - Mukotwe

    - Kalambo
    - Lunzua

## Rukwasee

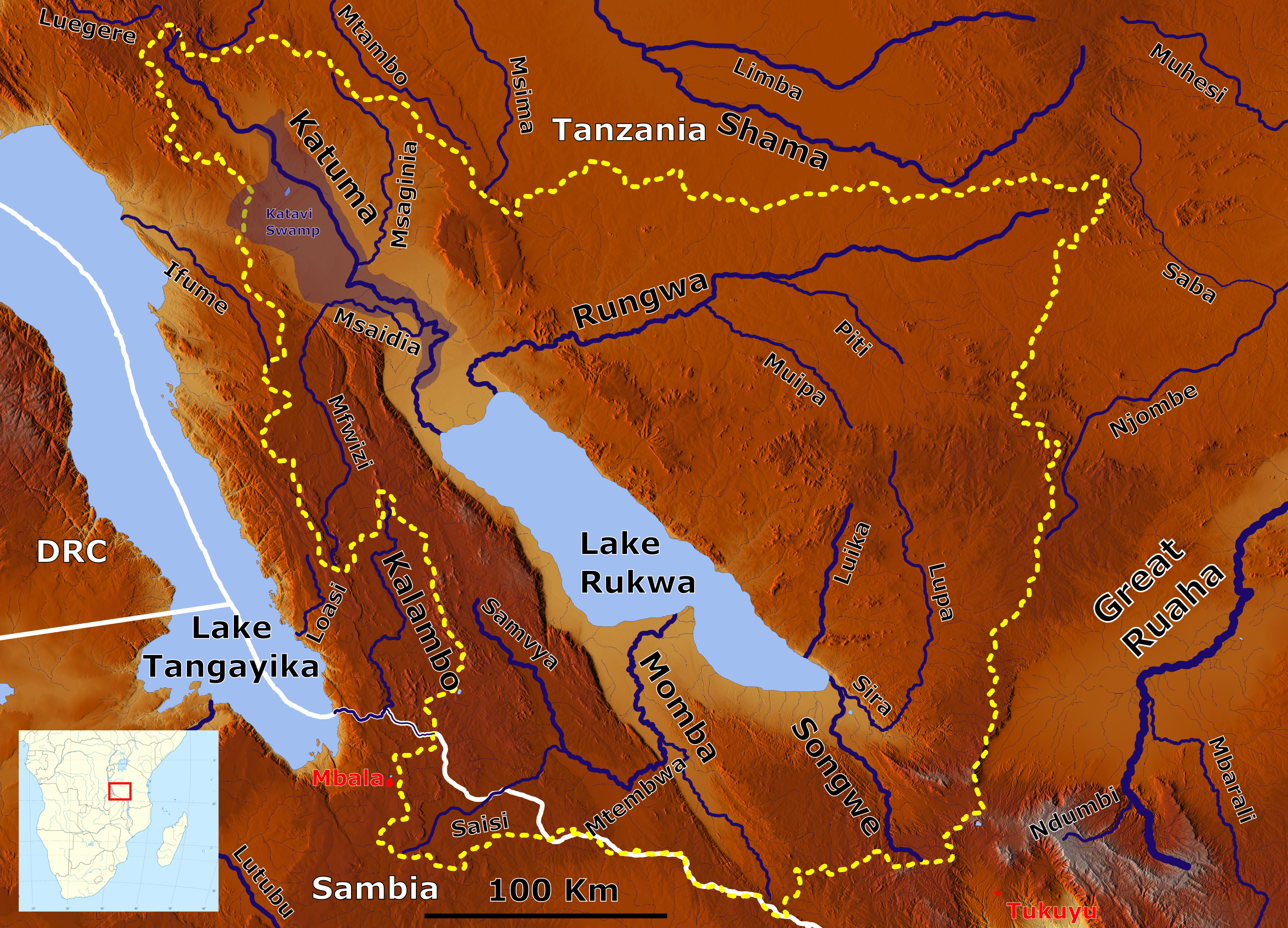
Karte des Rukwasees

- Momba (Tanzania)
  - Saisi
    - Lumi

## Einzugsgebietaufteilung des Landes in Prozent
| Flüsse               | Hauptzuflüsse                          | Fläche [km²] | Prozent |
| -------------------- | -------------------------------------- | ------------ | ------- |
| Sambesi              |                                        |              |         |
| Sambesi (Hauptfluss) | Kabompo, Lungwebungu, Luena, Luanginga | 268.235      | 35,7    |
| Kafue                | Mwambashi, Luswishi, Lunga             | 156.995      | 20,9    |
| Luangwa              | Lukusashi, Lunsemfwa                   | 144.358      | 19,2    |
| Zusammen             |                                        | 569.588      | 76,4    |
| Kongo                |                                        |              |         |
| Chambeshi            | Lukulu                                 | 44.427       | 5,9     |
| Luapula              | Kalungwishi                            | 113.323      | 15,1    |
| Tanganjikasee        | Lufubu                                 | 15.856       | 2,1     |
| Zusammen             |                                        | 177.735      | 23,6    |
| Weitere              |                                        | 8.658        | 1,2     |
| Sambia gesamt        |                                        | 752.610      | 100,0   |